# Cyrus Technology
Cyrus Technology ist ein deutscher Mobiltelefonhersteller aus Aachen, der sich auf robuste Smartphones und Tabletcomputer für den Outdoor- und Lösungen für die digitale Transformation im gewerblichen Bereich spezialisiert hat.

## Geschichte
Das Unternehmen wurde 2013 von Roonak Emami und Torsten Belverato, die aus ihrer bisherigen Berufsbiographie Erfahrungen im Vertrieb von Smartphones gesammelt hatten, als Startup gegründet. Erste Smartphones für Sportler, Bergsteiger aber auch Handwerker und Bauarbeiter wurden ebenfalls 2013 auf den Markt gebracht. Außerdem bietet Cyrus Technology für ihre Smartphones auf Großkunden maßgeschneiderte Softwarelösungen für den B2B-Anwender an.
Der Service der Geräte erfolgt am Stammsitz in Aachen. Über eine eigene Niederlassung in China werden die Entwicklung und Fertigung koordiniert. Cyrus Technology ist mit eigenen Vertriebsniederlassungen in den USA, Mexiko, Kolumbien und Argentinien aktiv. In Südafrika erfolgte der Markteintritt 2018. Eine weitere Niederlassung wird am Produktionsstandort in China unterhalten.

## Produkte

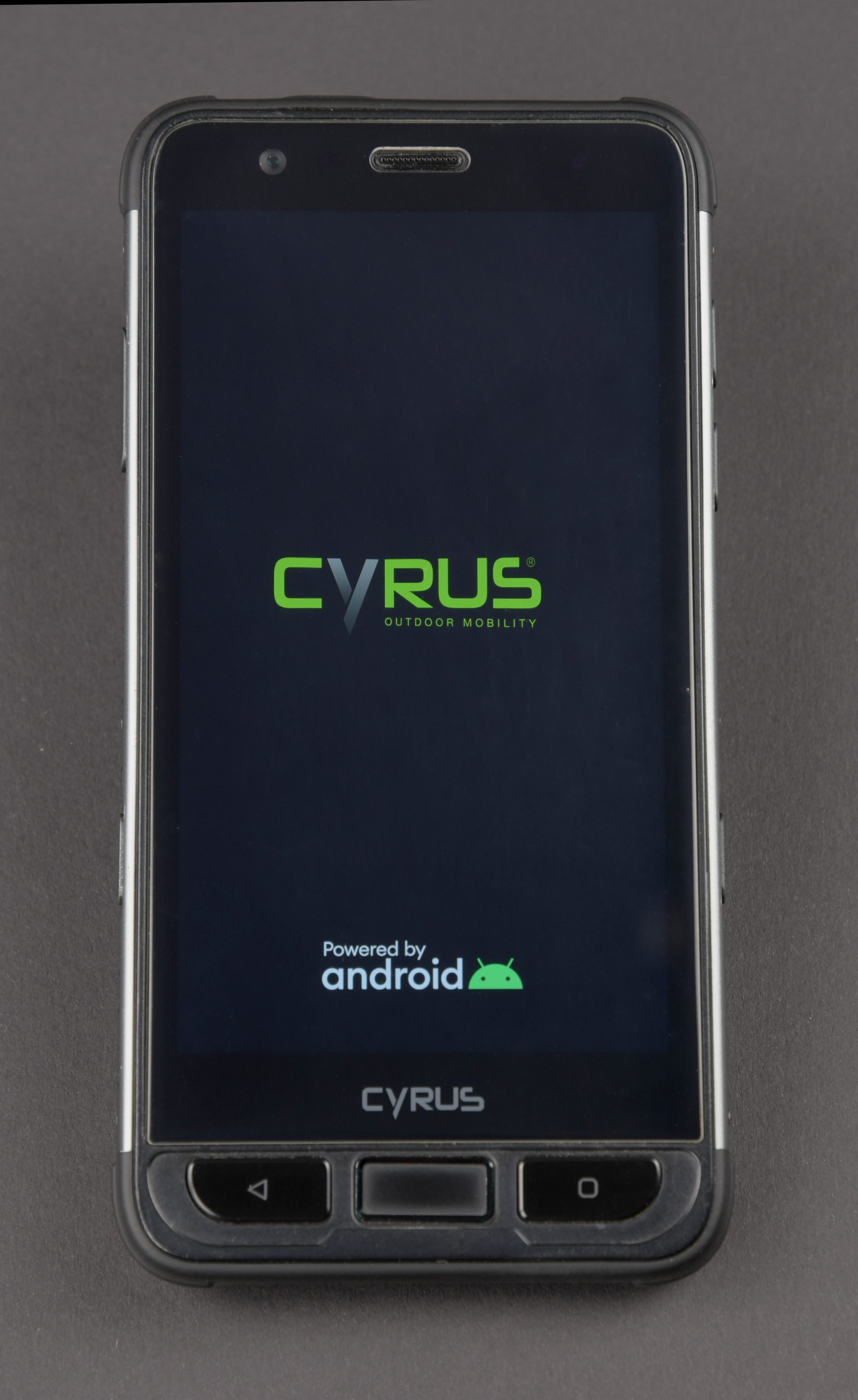
Cyrus CS45 XA

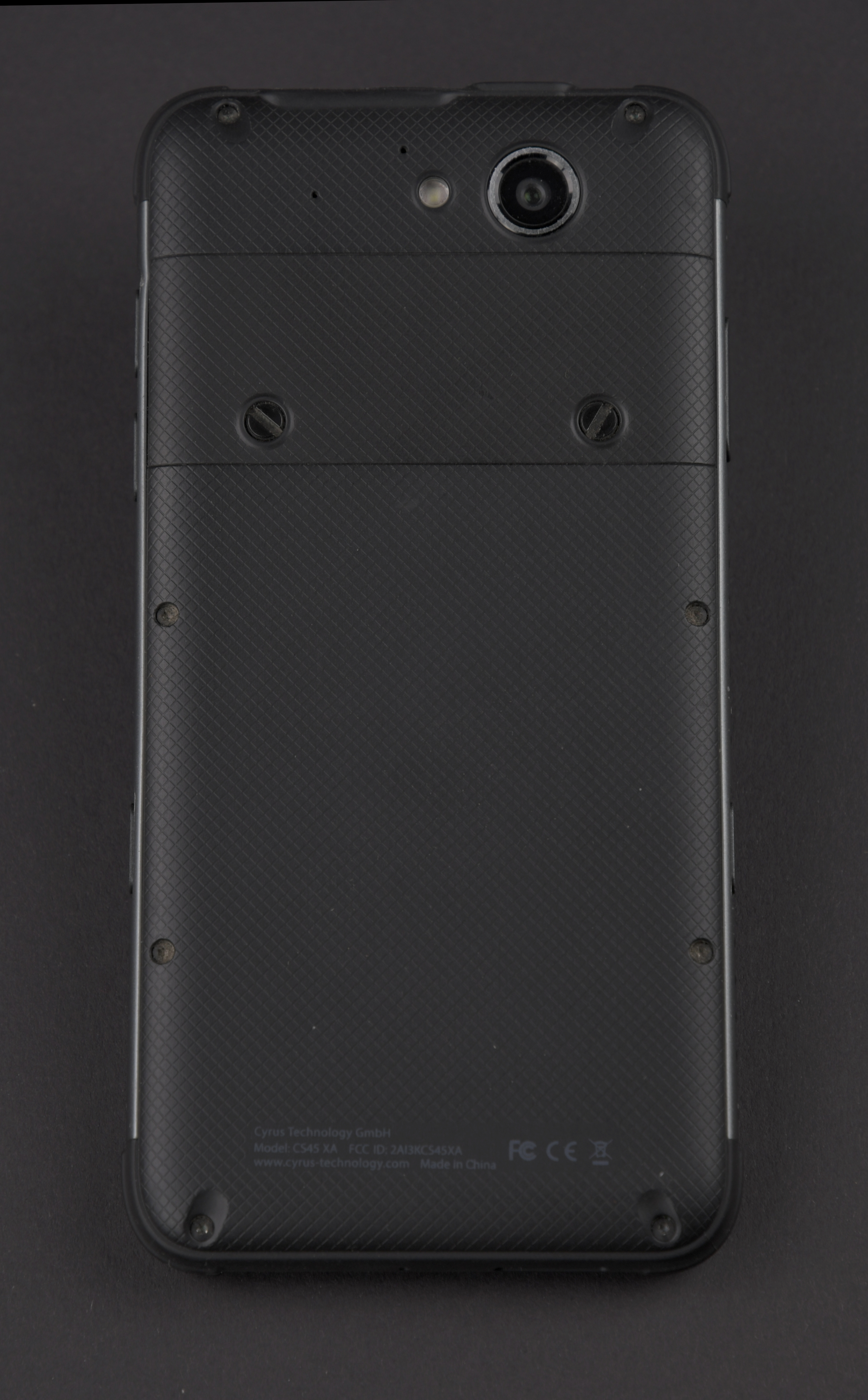
Rückseite des Cyrus CS45 XA

Die Produktpalette von Cyrus Technology umfasst robuste, wasserresistente, staubundurchlässige und stoßgeschützte Outdoor-Smartphones und Mobiltelefone mit dem Betriebssystem Android. Einige Geräte entsprechen diesbezüglich militärischen Normen wie MIL-STD-810. Satellitennavigation ist je nach Gerätetyp mit GPS, GLONASS, Beidou und Galileo möglich. Viele Geräte sind mit leistungsstarken Akkus für lange Laufzeiten ausgestattet.

### Smartphones
- CM450XA
- CS 22 XA

Ehemalige Modelle
- CS 45 XA
- CS 18
- CS 19
- CS 20
- CS 22
- CS 23
- CS 24
- CS 25
- CS 28 Rev. 1 und Rev. 2
- CS 30
- CS 35
- CS 40

### Mobiltelefone
- CM 8 Solid
- CM 17 XA

### Tabletcomputer
- CT1 XA1

Ehemalige Modelle
- CT 1
- CM 1
- CM 5
- CM 6 solid One und Basic
- CM 7
- CM 8 Solid
- CM 8
- CM 15
- CM 16
- CM 17 Hybrid
- CM 17